# Lista de reis da Sardenha
Esta é uma lista de reis da Sardenha.

## Reis de Sardenha e Córsega

### Casa de Aragão
Jaime II de Aragão recebeu uma investidura real do Papa Bonifácio VIII em 1297, como Rex Sardiniae et Corsicae. Apesar disso, Jaime não tomou posse da ilha até 1323.   

#### Casa de Barcelona
| # | Nome     |  | Início do governo     | Fim do governo        | Cognome(s)    | Notas                                                                    |
| - | -------- |  | --------------------- | --------------------- | ------------- | ------------------------------------------------------------------------ |
| 1 | Jaime I  |  | 1323                  | 2 de Novembro de 1327 | o Justo       | Primeiro rei de Sardenha, também rei de Aragão como Jaime II.            |
| 2 | Afonso I |  | 2 de Novembro de 1327 | 24 de Janeiro de 1336 | o Bom         | Também Afonso II de Valência, Afonso III de Barcelona.                   |
| 3 | Pedro I  |  | 24 de Janeiro de 1336 | 5 de Janeiro de 1387  | o Cerimonioso | Também Pedro IV de Aragão, Pedro II de Valência, Pedro III de Barcelona. |
| 4 | João I   |  | 5 de Janeiro de 1387  | 19 de Maio de 1396    | o Caçador     | Também rei de Navarra e Aragão. Conquistou Huesca.                       |
| 5 | Martim I |  | 19 de Maio de 1396    | 31 de Maio de 1410    | o Humano      | Irmão de João I.                                                         |

- interregno (1410-1412)

### Casa de Trastâmara
| # | Nome        |  | Início do governo     | Fim do governo        | Cognome(s)                         | Notas |
| - | ----------- |  | --------------------- | --------------------- | ---------------------------------- | ----- |
| 6 | Fernando I  |  | 1412                  | 2 de Abril de 1416    | O Justo, O Honesto, O de Antequera |       |
| 7 | Afonso II   |  | 2 de Abril de 1416    | 27 de Junho de 1458   | O Magnânimo                        |       |
| 8 | João II     |  | 27 de Junho de 1458   | 19 de Janeiro de 1479 | O Grande                           |       |
| 9 | Fernando II |  | 19 de Janeiro de 1479 | 23 de Janeiro de 1516 | O Católico                         |       |

### Casa de Habsburgo
| #  | Nome       |  | Início do governo      | Fim do governo         | Cognome(s)    | Notas |
| -- | ---------- |  | ---------------------- | ---------------------- | ------------- | --- |
| 10 | Carlos I   |  | 30 de Maio de 1516     | 16 de Janeiro de 1556  |               | Dividiu o seu Império: deu para Filipe II os Países Baixos, as Coroas de Castela, Aragão, e Sicília e a Borgonha; o Sacro Império foi dado para Fernando I |
| 11 | Filipe I   |  | 16 de Janeiro de 1556  | 13 de Setembro de 1598 | O Prudente    | Também Filipe I, rei de Portugal após a morte de D. Henrique                                                                                               |
| 12 | Filipe II  |  | 13 de Setembro de 1598 | 31 de Março de 1621    | O Pio         | Também Filipe II de Portugal |
| 13 | Filipe III |  | 31 de Março de 1621    | 17 de Setembro de 1665 | O Grande      | Filipe III de Portugal; durante o seu reinado ocorreu a Restauração Portuguesa. Também Filipe IV de Espanha                                                |
| 14 | Carlos II  |  | 17 de Setembro de 1665 | 1º de Novembro de 1700 | O Amaldiçoado | Não deixou herdeiros. Veja Guerra de Sucessão Espanhola.                                                                                                   |

### Casa de Bourbon
| #  | Nome      |  | Início do governo      | Fim do governo | Cognome(s) | Notas |
| -- | --------- |  | ---------------------- | -------------- | ---------- | ----- |
| 15 | Filipe IV |  | 1º de Novembro de 1700 | 1713           |            |       |

### Casa de Habsburgo
| #  | Nome       |  | Início do governo | Fim do governo          | Cognome(s) | Notas                                                           |
| -- | ---------- |  | ----------------- | ----------------------- | ---------- | --------------------------------------------------------------- |
| 16 | Carlos III |  | 1713              | 17 de Fevereiro de 1720 |            | Não deixou herdeiros homens. Cedeu a Sardenha à Casa de Saboia. |

## Reis de Sardenha

### Casa de Saboia
| #  | Nome              |  | Início do governo       | Fim do governo          | Cognome(s) | Notas                                                                                  |
| -- | ----------------- |  | ----------------------- | ----------------------- | ---------- | -------------------------------------------------------------------------------------- |
| 17 | Vítor Amadeu I    |  | 17 de Fevereiro de 1720 | 3 de Setembro de 1730   |            | Também Duque de Saboia.                                                                |
| 18 | Carlos Emanuel I  |  | 3 de Setembro de 1730   | 20 de Fevereiro de 1773 |            |                                                                                        |
| 19 | Vítor Amadeu II   |  | 20 de Fevereiro de 1773 | 16 de Outubro de 1796   |            |                                                                                        |
| 20 | Carlos Emanuel II |  | 16 de Outubro de 1796   | 4 de Junho de 1802      |            |                                                                                        |
| 21 | Vítor Emanuel I   |  | 4 de Junho de 1802      | 12 de Março de 1821     |            |                                                                                        |
| 22 | Carlos Félix I    |  | 12 de Março de 1821     | 27 de Abril de 1831     |            |                                                                                        |
| 23 | Carlos Alberto I  |  | 27 de Abril de 1831     | 23 de Março de 1849     |            |                                                                                        |
| 24 | Vítor Emanuel II  |  | 23 de Março de 1849     | 17 de Março de 1861     |            | Em 1861, Vítor Emanuel torna-se o primeiro rei de uma Itália unificada e independente. |

Em 1861, Vítor Emanuel II torna-se rei de toda a Itália.